# António José Machado
António José Machado (Ilha Graciosa, 16 de Maio de 1831 — Fajã de Baixo, 23 de Agosto de 1907), primeiro e único visconde de Santa Bárbara, foi um rico comerciante, terratenente e político açoriano, membro da Comissão Autonómica do Distrito de Ponta Delgada e depois presidente da Junta Geral do Distrito Autónomo de Ponta Delgada.
António José Machado foi feito visconde de Santa Bárbara por decreto de Carlos I de Portugal, datado de 1 de Agosto de 1901.